# Armando Diaz
Armando Diaz föddes den 5 december 1861, dog den 29 februari 1928, hertig (duca della vittoria) från 1921, italiensk militär och försvarsminister.
Diaz blev officer vid artilleriet 1881, generalstabsofficer 1894 och generalmajor 1914. Han deltog som regementschef vid infanteriet med utmärkelse i Italiensk-turkiska kriget 1911–1912 och blev efter Italiens inträdde i första världskriget chef för operationsavdelningen i stora högkvarteret. I juni 1916 blev Diaz generallöjtnant och chef för 49:e infanterifördelningen, med vilken han vann segern i slaget vid Volkowniak. I april 1917 blev han chef för 23:e armékåren på Izonzofronten.
Han är mest känd som den som 8 november 1917 ersatte Luigi Cadorna som befälhavare och chef över arméns generalstab (capo di stato maggiore dell'esercito) efter de katastrofala insatserna som kom att kallas slagen vid Isonzo under första världskriget. Efter att Cadorna kört armén i botten, genomförde Diaz en rad reformer som gjorde det lättare för männen som kämpade på slagfälten. Han låg också bakom den stora segern på Isonzofronten, slaget vid Vittorio Veneto, i oktober 1918, som var det stora avgörandet, det ledde till att fienden, Österrike-Ungern, retirerade och efter några veckor var besegrade. Diaz utnämndes till armégeneral (generale d'esercito) samma år, avgick som chef över arméns generalstab 1919 och som militär 1920. 
Den 4 november 1924 blev han marskalk av Italien (maresciallo d'Italia) och dessutom var han mellan 1922 och 1925 Italiens försvarsminister.

## Utmärkelser
- Storkors med kedja av Karl III:s orden,  25 april 1921[8][9]
- Kommendör av Polonia Restituta,  13 mars 1925
- Mikael den tappres orden
- Bathorden
- Croix de Guerre
- Storkors av Leopoldorden[10]
- Médaille militaire
- Krysantemumorden
- Röda örns orden
- Annamitiska drakorden
- Danilo I:s orden
- Frans Josefsorden
- Avizorden
- Frihetskorset (Estland)
- Storkors av Hederslegionen
- Malteserorden
- Storkorsriddare av Italienska kronorden
- Virtuti Militari
- Storkorsriddare av Sankt Mauritius och Sankt Lazarusorden
- Storkorset av Torn- och svärdsorden[11]
- Distinguished Service Medal
- Hedersdoktor vid Portos universitet
- Riddare av Annunziataorden
- Storkors av Avis militärorden[11]
- Militär tapperhetsmedalj
- Riddare med storkors av Savojens militärorden
- Kommendörskors av Virtuti Militari

[Redigera Wikidata]